# (99950) Euchenor
(99950) Euchenor – planetoida z grupy trojańczyków okrążająca Słońce w ciągu 11 lat i 242 dni w średniej odległości 5,14 j.a. Została odkryta 19 września 1973 roku. Przed nadaniem nazwy planetoida nosiła oznaczenie tymczasowe (99950) 1973 SC1.